# Marek Kaščák
Marek Kaščák (ur. 22 maja 1982 w Bardejowie) – słowacki piłkarz grający na pozycji pomocnika.

## Kariera klubowa
Kaščák występował w rodzimym kraju w takich zespołach jak: Partizán Bardejów, Dukla Bańska Bystrzyca, FK AS Trenčín i Spartak Trnawa, w Czechach zaś był graczem 1. HFK Olomouc, Sigmy Ołomuniec, Zbrojovki Brno i 1. HFK Olomouc.

## Kariera reprezentacyjna
W reprezentacji Słowacji zadebiutował 29 marca 2011 roku w towarzyskim meczu przeciwko Danii. Na boisku pojawił się w 77 minucie meczu.
| Mecze i gole w reprezentacji | Mecze i gole w reprezentacji | Mecze i gole w reprezentacji | Mecze i gole w reprezentacji | Mecze i gole w reprezentacji | Mecze i gole w reprezentacji | Mecze i gole w reprezentacji |
| #                            | Data                         | Stadion                      | Rywal                        | Wynik                        | Gol                          | Rozgrywki                    |
| 2011                         | 2011                         | 2011                         | 2011                         | 2011                         | 2011                         | 2011                         |
| ---------------------------- | ---------------------------- | ---------------------------- | ---------------------------- | ---------------------------- | ---------------------------- | ---------------------------- |
| 1.                           | 29.03.2011                   | Trnawa, Słowacja             | Dania                        | 1:2                          | 0                            | towarzyski                   |